# Anna Polinari
Anna Polinari (Verona, 7 febbraio 1999) è una velocista italiana, specializzata nei 400 metri piani.

## Biografia
Nel 2021 è stata convocata nella nazionale italiana di atletica leggera in occasione dei Giochi olimpici di Tokyo, come possibile membro della staffetta 4×400 m. Studia scienze motorie all'Università degli Studi di Verona ed è allenata dall'ex ottocentista Fabio Lotti.
Il 5 marzo 2023 si aggiudica la medaglia d'argento agli Europei indoor di Istanbul nella staffetta 4×400 m, siglando anche il nuovo record italiano con il tempo di 3'28"61. Ai campionati mondiali di Budapest partecipa alla finale della staffetta 4x400 m, sostituendo Ayomide Folorunso che aveva corso in batteria, conclusa in settima posizione.
Il 7 giugno 2024 si aggiudica la medaglia d'argento nella staffetta 4×400 metri mista agli europei di Roma, siglando il record nazionale con il tempo di 3'10"69; nella staffetta 4x400 metri femminile, conclusa al quarto posto, migliora insieme a Ilaria Accame, Giancarla Trevisan e Alice Mangione il record nazionale, abbassandolo a 3'23"40.
Vincitrice del Silver Meeting Internazionale Palio della Quercia con il tempo e record personale di 51,43 che la pone tra le prime italiane di sempre nella disciplina.

## Progressione

### 400 metri piani
| Stagione | Tempo | Luogo                 | Data      | Rank. Mond. |
| -------- | ----- | --------------------- | --------- | ----------- |
| 2025     | 50"76 | Madrid                | 27-6-2025 |             |
| 2024     | 51"69 | Bruxelles             | 25-5-2024 |             |
| 2023     | 52"38 | Savona                | 24-5-2023 |             |
| 2022     | 52"33 | Rieti                 | 26-6-2022 |             |
| 2021     | 52"66 | Grosseto              | 12-6-2021 |             |
| 2020     | 53"88 | Rovereto              | 8-9-2020  |             |
| 2019     | 54"86 | Nembro                | 28-6-2019 |             |
| 2018     | 54"94 | Pordenone             | 20-7-2018 |             |
| 2017     | 55"47 | Arzignano             | 24-6-2017 |             |
| 2016     | 56"96 | Villafranca di Verona | 11-6-2016 |             |
| 2015     | 59"38 | Villafranca di Verona | 30-5-2015 |             |

### 400 metri piani indoor
| Stagione | Tempo   | Luogo  | Data      | Rank. Mond. |
| -------- | ------- | ------ | --------- | ----------- |
| 2022/23  | 52"82   | Ancona | 19-2-2023 |             |
| 2021/22  | 53"35   | Ancona | 26-2-2022 |             |
| 2020/21  | 53"55   | Ancona | 7-2-2021  |             |
| 2019/20  | 54"50   | Padova | 12-1-2020 |             |
| 2018/19  | 55"801  | Ancona | 20-1-2019 |             |
| 2017/18  | 54"88   | Ancona | 17-2-2018 |             |
| 2016/17  | 57"06   | Padova | 29-1-2017 |             |
| 2015/16  | 59"69   | Padova | 24-1-2016 |             |
| 2014/15  | 1'02"29 | Padova | 18-1-2015 |             |

## Palmarès
| Anno | Manifestazione          | Sede      | Evento        | Risultato  | Prestazione | Note             |
| ---- | ----------------------- | --------- | ------------- | ---------- | ----------- | ---------------- |
| 2021 | Europei U23             | Tallinn   | 400 m piani   | Semifinale | 54"07       |                  |
| 2021 | Europei U23             | Tallinn   | 4×400 m       | 6ª         | 3'33"52     | [ 7 ]            |
| 2022 | Giochi del Mediterraneo | Orano     | 4×400 m       | Oro        | 3'29"93     | [ 8 ]            |
| 2022 | Mondiali                | Eugene    | 4×400 m       | 7ª         | 3'26"45     | [ 9 ]            |
| 2022 | Europei                 | Monaco    | 400 m piani   | Batteria   | 52"60       |                  |
| 2022 | Europei                 | Monaco    | 4x400 m       | Batteria   | 3'28"14     |                  |
| 2023 | Europei indoor          | Turchia   | 400 m piani   | Batteria   | 53"38       |                  |
| 2023 | Europei indoor          | Turchia   | 4×400 m       | Argento    | 3'28"61     | [ 10 ]           |
| 2023 | Giochi europei          | Chorzów   | A squadre     | Oro        | 426,5 p.    | [ 11 ]           |
| 2023 | Mondiali                | Budapest  | 4×400 m       | 7ª         | 3'24"98     | [ 12 ] [ 13 ]    |
| 2024 | World Relays            | Nassau    | 4×400 m mista | Batteria   | 3'16"88     |                  |
| 2024 | Europei                 | Roma      | 400 m piani   | Semifinale | 52"53       |                  |
| 2024 | Europei                 | Roma      | 4×400 m       | 4ª         | 3'23"40     | Record nazionale |
| 2024 | Europei                 | Roma      | 4×400 m mista | Argento    | 3'10"69     | Record nazionale |
| 2024 | Giochi olimpici         | Parigi    | 4×400 m       | Batteria   | 3'26"50     |                  |
| 2024 | Giochi olimpici         | Parigi    | 4×400 m mista | 6º         | 3'11"84     |                  |
| 2025 | World Relays            | Guangzhou | 4x400 m       | 5ª         | 3'26"40     |                  |

## Campionati nazionali
2016
- Oro ai campionati italiani allievi, 400 m hs - 1'00"19
- Bronzo ai campionati italiani allievi indoor, 60 m hs - 8"64

2018
- Oro ai campionati italiani juniores, 400 m hs - 1'00"37
- Bronzo ai campionati italiani juniores indoor, 400 m piani - 56"07

2019
- Argento ai campionati italiani promesse, 400 m piani - 54"62
- Bronzo ai campionati italiani assoluti (Bressanone), 400 m piani - 54"60

2020
- Bronzo ai campionati italiani promesse indoor, 400 m piani - 54"76
- Oro ai campionati italiani promesse indoor, 4×200 m - 1'38"30
- 6ª ai campionati italiani assoluti indoor (Ancona), 400 m piani - 54"90
- Argento ai campionati italiani assoluti indoor (Ancona), 4×400 m - 3'48"80
- 4ª ai campionati italiani promesse, 400 m piani - 54"38
- 6ª ai campionati italiani assoluti (Padova), 400 m piani - 54"35
- Bronzo ai campionati italiani assoluti (Padova), 4×400 m - 3'41"01

2021
- Argento ai campionati italiani promesse indoor, 400 m piani - 53"55
- Oro ai campionati italiani promesse indoor, 4×200 m - 1'39"21
- In batteria ai campionati italiani assoluti indoor (Ancona), 400 m - 53"83
- Bronzo ai campionati italiani assoluti indoor (Ancona), 4×400 m - 3'44"64
- Oro ai campionati italiani promesse, 400 m piani - 52"66
- Oro ai campionati italiani promesse, 4×100 m - 45"46
- 4ª ai campionati italiani assoluti (Rovereto), 400 m piani - 53"20
- Bronzo ai campionati italiani assoluti (Rovereto), 4×400 m - 3'40"49

2022
- 6ª ai campionati italiani assoluti indoor (Ancona), 400 m piani - 54"08
- Argento ai campionati italiani assoluti (Rieti), 400 m piani - 52"33

2023
- 4ª ai campionati italiani assoluti indoor (Ancona), 400 m piani - 52"82
- Bronzo ai Campionati italiani assoluti (Molfetta), 400 m piani - 52"67

2024
- 8ª ai campionati italiani assoluti, 400 m piani - 53"11

2025
- Oro ai campionati italiani assoluti, 400 m piani - 51"77

## Altre competizioni internazionali
2023
- Campionati europei a squadre di atletica leggera ( Chorzów)

2025
- Campionati europei a squadre di atletica leggera ( Madrid)